# Gurre Vang
Gurre Vang er en skov i Helsingør Kommune. Skoven er fredskov. Skoven er overvejende en overvejende bøgeskov. Skovens størrelse er 239,0 ha fraset Gurre Sø. Skoven er forbundet med Klosterris Hegn, Risby Vang og Horserød Hegn til et sammenhængende skovområde.

## Geologi og jordbund
Skoven ligger i et morænelandskab fra sidste istid. Jornbunden er præget af sand og grus, visse steder ler. I forbindelse med lavninger findes postglaciale aflejringer af tørv.

## Plantevækst
Skoven er domineret af bøg, eg, el, birk og ær, men der findes også en del rødgran, skovfyr og douglas samt mindre bevoksninger af nordmannsgran og nobilis.
Af planter kan nævnes tørst, rose, hyld, bævreasp, gråpil, burre-snerre, feber-nellikerod, skvalderkål, haremad, knoldet brunrod, miliegræs, hønsebær og enblomstret vintergrøn.

## Naturbeskyttelse
Egentlige fredninger er ikke foretaget, men Naturpakken 2016 medførte  i 2018 at der blev udpeget  72 hektar urørt løvskov og 25 ha anden biodiversitetsskov i Gurre Vang og Horserød Hegn.
Skoven er fredskov. Gurre Vang indgår i Nationalpark Kongernes Nordsjælland. og er en del af  Natura 2000-område nr. 131 Gurre Sø (habitatsområde nr 115).

## Anvendelse
Skoven er produktionsskov.
Skoven fungerer også som ekstensiv udflugtsskov.